# 克萊德 (加利福尼亞州因皮里爾縣)
克萊德（英語：Clyde）是位於美國加利福尼亞州因皮里爾縣的一個非建制地區。該地的面積和人口皆未知。

## 地理
克萊德的座標為32°55′00″N 114°57′58″W / 32.91667°N 114.96611°W，而該地的平均海拔高度為120米（即394英尺）。